# Aminta
Az Aminta görög eredetű olasz női név, jelentése: védelmező. Torquato Tasso hasonló című pásztorjátéka nyomán vált ismertté, de ott férfinévként szerepel.

## Gyakorisága
Az újszülötteknek adott nevek körében az 1990-es években szórványosan fordult elő. A 2000-es és a 2010-es években sem szerepelt a 100 leggyakrabban adott női név között.
A teljes népességre vonatkozóan az Aminta sem a 2000-es, sem a 2010-es években nem szerepelt a 100 leggyakrabban viselt női név között.

## Névnapok
január 30. augusztus 17.